# Persoonia hakeiformis
Persoonia hakeiformis (лат.) — кустарник, вид рода Персоония (Persoonia) семейства Протейные (Proteaceae), эндемик юго-западного региона Западной Австралии.

## Ботаническое описание
Persoonia hakeiformis — прямостоячий или раскидистый стелющийся кустарник высотой 0,3-1,8 м с гладкой пятнистой серой корой, слоистой у основания. Молодые ветви опушённые. Листья расположены попеременно вдоль стеблей, линейные, длиной 15-50 мм и шириной 0,8-1,4 мм, с бороздками на нижней поверхности. Цветки расположены поодиночке или группами до шестидесяти вдоль цветоноса длиной до 100 мм. Цветок — на цветоножке длиной 3-7 мм. Листочки околоцветника ярко-жёлтые, 8-12 мм в длину, самые низкие листочки околоцветника имеют глубокий мешковидный вид с сросшимися с ним пыльниками. Цветение происходит с ноября по январь. Плод представляет собой гладкую костянку 8-13 мм в длину и 5-6 мм в ширину.

## Таксономия
Впервые вид был официально описан в 1856 году Карлом Мейснером в Prodromus Systematis Naturalis Regni Vegetabilis Огюстена Пирама Декандоля.

## Распространение
Persoonia hakeiformis — эндемик Западной Австралии. Образцы были собраны в заповеднике Боягин, в окрестностях Тарин-Рока и Ньюдегейте на юго-западе Западной Австралии, где растёт на пустошах и в лесах.

## Охранный статус
Вид классифицируется как «Второй приоритет» Департаментом парков и дикой природы правительства Западной Австралии, что означает, что он малоизвестен и только из одного или нескольких мест.